# Храм Успіння Пресвятої Богородиці у Синьковичах
Храм Успіння Пресвятої Богородиці — чинна церква у  с. Синьковичі. Парафія належить до Сокальсько-Жовківської єпархії Української греко-католицької церкви (УГКЦ).
Розташований у центрі села, на вул. Клубній. Висота над рівнем моря — 224 м.

## Задум спорудження храму
Невеличке мальовниче село Синьковичі було засноване приблизно наприкінці XIV — поч. XV ст. У селі ніколи не було своєї церкви. Люди відвідували богослужіння в найближчому римо-католицькому храмі в с. Гійче, пізніше ходили до храму Косми і Дем'яна в цьому ж селі.
У 1894—1897 роках почали будувати храм у сусідньому селі Равське. Жителі с. Синьковичі допомагали в будівництві спільного храму, який відвідували понад сто років. 28 серпня 1944 року село Синьковичі повністю спалили енкаведисти. Багато невинних людей загинуло, пропало безвісти, та не забули їх односельчани. У 1993 році в пам'ять про них було збудовано велику братську могилу, яка стала єдиним Святим місцем у селі. Саме це святе місце згуртувало громаду, привело до думки що в селі потрібно збудувати свій храм.

## Будівництво храму
У 1995 році громада села розпочала будівництво храму. 8 червня 1997 року було закладено і освячено деканом Рава-Руського деканату о. Іваном Галичишиним перший камінь храму Успення Пресвятої Богородиці. Шість років невтомної праці, яка об'єднала усіх жителів, меценатів, людей доброї волі уможливила здійснення мрії усіх парафіян разом з першим священиком у Синьковичах о. Тарасом Загоруйком. 28 серпня 2003 року урочисте освячення новозбудованого храму Успіння Пресвятої Богородиці здійснив Архієрей Сокальської Єпархії Владика Михаїл (Колтун).

## Життя парафії
Першим священиком у Синьковичах став о. Тарас Загоруйко. У червні 2006 року за благословенням Владики Михаїла на парафію прийшов о. Михайло Шевчук. До кінця року було створено при храмі молодіжну християнську спільноту «Едем», учасники якої щорічно скликають молодь деканату на святкування молодіжних зібрань.
Кожного року перед Світлим Празником Христового Воскресіння в храмі проводяться духовні реколекції, які проводять священики різних монаших чинів і згромаджень. В осінню пору, в місяці жовтні, парафію відвідують мощі українських святих і блаженних. У 2010 році за сприянням меценатів парафії п. Івана Бокала, п. Володимира Федика і п. Віктора Гнідця було проведено святкування Року християнського покликання з особливим наголосом на покликанні до богопосвяченого життя, в якому взяла участь молодь з навколишніх сіл. У неділю 10 жовтня 2010 року Правлячий Архієрей Сокальсько-Жовківської єпархії Єпископ Сокальсько-Жовківський Михаїл Колтун здійснив освячення нового Іконостаса і бічних престолів у храмі Успення Пресвятої Богородиці.
21 жовтня 2012 року парафія Успіння Пресвятої Богородиці с. Синьковичі Рава-Руського деканату відсвяткувала 120-літній ювілей Патріарха Йосифа Сліпого та молитовно приклонилася перед мощами св. ап. Юди Тадея.
У храмі с. Синьковичі можна помолитися перед мощами святого Івана Павла ІІ, які знаходяться там від 31 травня 2014 року.

## Містагогія
У храмі Успіння Пресвятої Богородиці знаходяться:
- Мощі святого Івана Павла ІІ
- Ікони

## Настоятелі
- Отець Михайло Шевчук